# Анаксилай

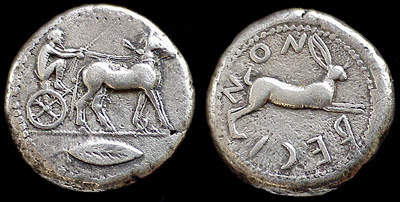
В 484 или 480 г. до н. э. Анаксилай выиграл на Олимпийских играх гонки на колесницах, запряжённых мулами, и приказал отчеканить тетрадрахму в честь своей победы.

Анаксилай (др.-греч. ᾽Αναξίλαος, также ᾽Αναξίλας; умер в 476 году до н. э.) — тиран Регия, сын Кретина, родом из Мессении; при помощи изгнанных с родины самосцев и милетцев овладел (между 497 и 494 гг. до н. э.) Занклой в Сицилии, населил этот город мессенцами и назвал его Мессеной. Переехал в Мессену, передав Регий сыну Леофрому. Заключил союз с Териллием, тираном Гимеры, женившись на его дочери Кидиппе. Был союзником Карфагена. Боролся с Фероном, тираном Селинунта, и с Гелоном, тираном Сиракуз. По заключённому с ними миру был вынужден отдать дочь в жёны Гиерону — брату Гелона. Пытался захватить Локры Эпизефирийские. После смерти Анаксилая (476 год до н. э.) его сыновья сперва находились под опекой некоего родственника Микифа сына Хоира, а в 467 году сами вступили в управление государством, но через 6 лет были изгнаны.

## Другие
Анаксилай — писатель средней аттической комедии.
Анаксилай — философ-пифагореец из Лариссы, во времена Августа (в 28 г. до н. э.) был изгнан из Италии за колдовство.